# Hydroptila rumpun
Hydroptila rumpun är en nattsländeart som beskrevs av Wells och Huisman 1992. Hydroptila rumpun ingår i släktet Hydroptila och familjen smånattsländor. Inga underarter finns listade i Catalogue of Life.